# Куршан (Эна)
Куршан (фр. Courchamps) — коммуна во Франции, находится в регионе Пикардия. Департамент коммуны — Эна. Входит в состав кантона Виллер-Котре. Округ коммуны — Шато-Тьерри.
Код INSEE коммуны — 02225.

## Население
Население коммуны на 2010 год составляло 89 человек.
| 1962 | 1968 | 1975 | 1982 | 1990 | 1999 | 2010 |
| ---- | ---- | ---- | ---- | ---- | ---- | ---- |
| 62   | 50   | 42   | 64   | 107  | 98   | 89   |

## Экономика
В 2010 году среди 48 человек трудоспособного возраста (15—64 лет) 38 были экономически активными, 10 — неактивными (показатель активности — 79,2 %, в 1999 году было 69,2 %). Из 38 активных жителей работали 32 человека (19 мужчин и 13 женщин), безработных было 6 (4 мужчины и 2 женщины). Среди 10 неактивных 4 человека были учениками или студентами, 4 — пенсионерами, 2 были неактивными по другим причинам.